# Neosarmydus costipennis
Neosarmydus costipennis là một loài bọ cánh cứng trong họ Cerambycidae.